# Базиліка Санта-Марія-дель-Карміне (Флоренція)
Базиліка Санта-Марія-дель-Карміне (Флоренція) (італ. Basilica di Santa Maria del Carmine (Firenze)) — уславлена монастирська церква в місті Флоренція з довгою історією існування та один з мистецьких центрів міста.

## Історія до XVII ст
Перша церква на честь св. Марії гори Кармель була вибудована 1268 року. Бічні мури церкви зберегли фрагменти доби романики та готики. Навколо церкви сформувався кармелітський монастир. 1328 року церква і її прибудови були вперше збільшені, коли керівництво міста віддало ченцям-кармелітам ділянки землі. Новий будівельний період припав на 1464—1476 роки, коли в церкві перебудували трансепт та в монастирі трапезну (тобто рефекторій).
До XVII століття церква і монастир пережили реконструкцію. Дивним чином в монастирі находили гроші на замови відомим художникам Флоренції на нові цикли фресок і нові образа. Але головний фасад церкви зі століття в століття залишався недекорованим, як і в більшості старовинних храмів міста. Головний фасад церкви і на початок XXI ст. залишається оголеним з грубою цегляною кладкою.
1771 року монастирська церква помітно постраждала від пожежі, особливо її єдина нава та трансепт. Фрески і скарби мистецтва, зосереджені в каплицях церкви не постраждали. Але декор нави був створений наново в стилі пізнього італійського бароко практично в середньовічній церкві. Автор реконструкції — архітектор Джузеппе Руджері, виконроб — Джуліо Маннайоні. З реконструкцією та декором упорались у період 1775—1782 років, але головний фасад так і залишився без декору.

## Головна нава і трансепт

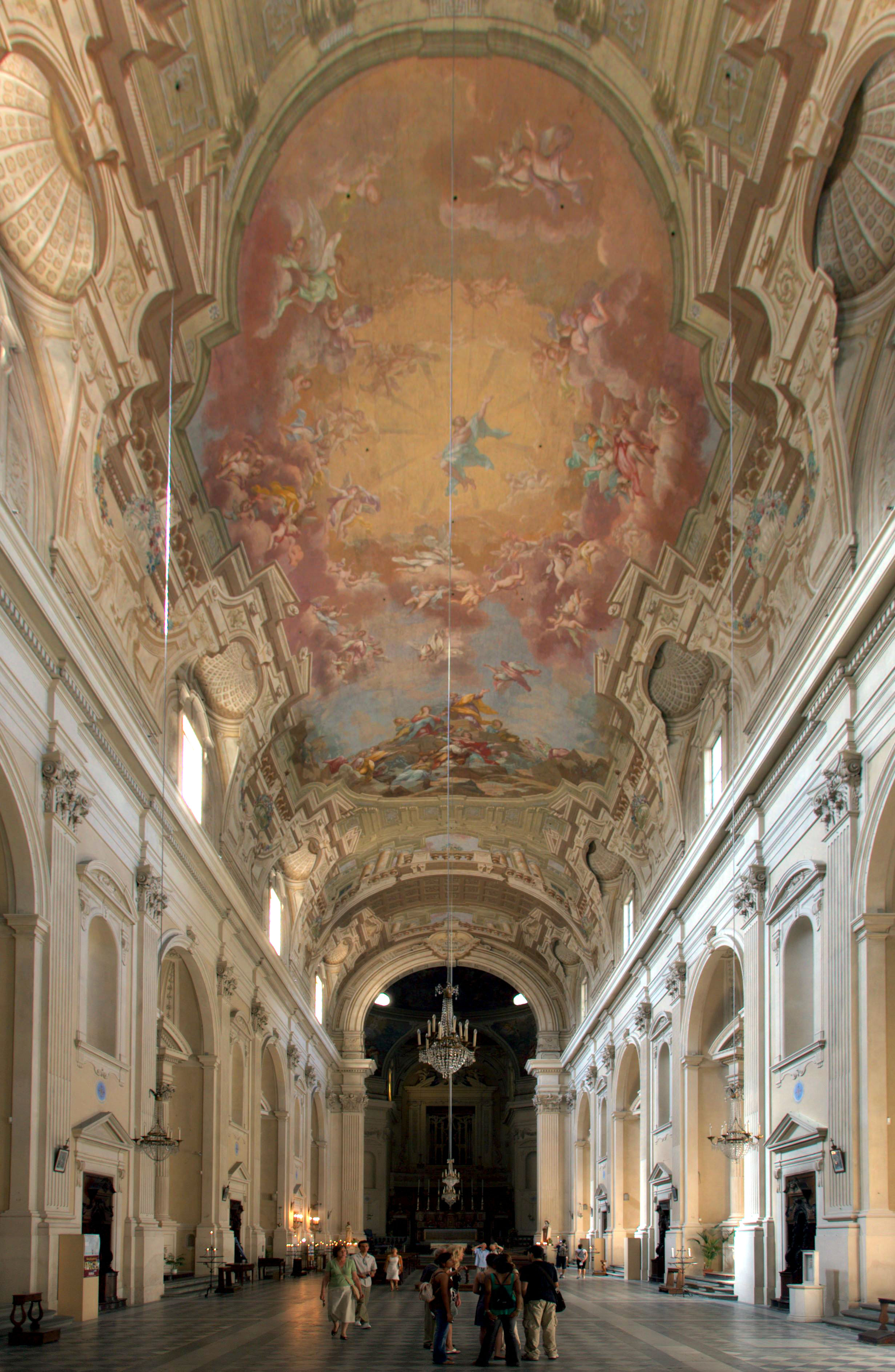
Нава церкви після реконструкції XVIII ст.

Після вимушеної реконструкції і створення нового декору головна нава церкви справляє враження палацової зали. Пілястри, картини і стінописи можна було зустріти і в палацах XVIII–XIX століть. Лише тематика картин і стінописів свідчила, що це храм і що мистецтво Італії пройшло тривалий період розвитку і далеко відійшло від мистецтва середньовіччя. Нава після реконструкції досягла довжину 82 метри, вона 15 метрів завширшки, висота купола — 85 метрів.
Стінописи створив художник Джузеппе Ромеї («Вознесіння Христа» та в куполі «Св. Трійця», «Богородиця в славі», сцени зі Старого та Нового заповітів). Архітектурні декорації в техніці фрески створив Доменіко Стаджи.

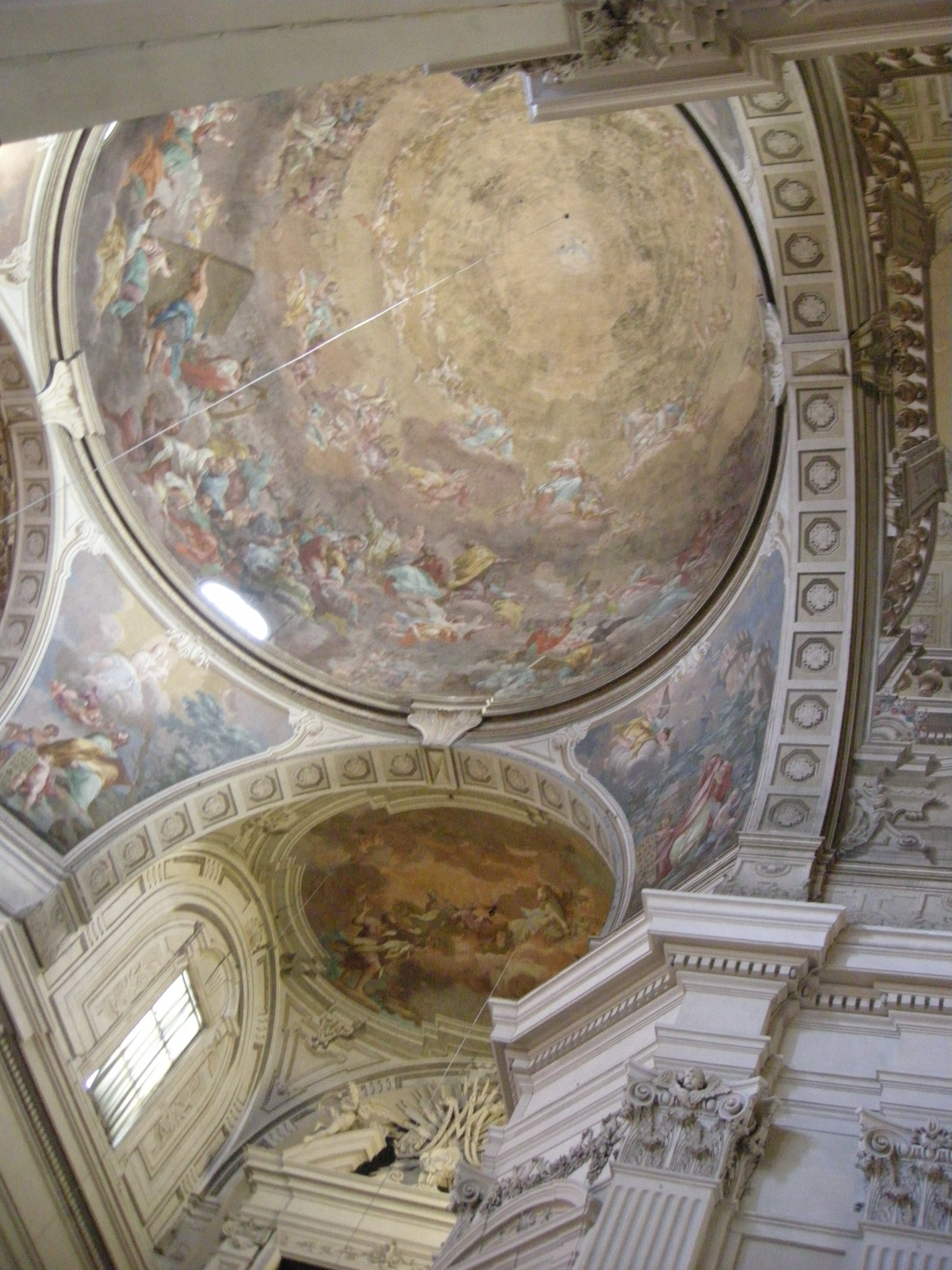
Середхрестя церкви і стінописи в куполі. 18 ст.
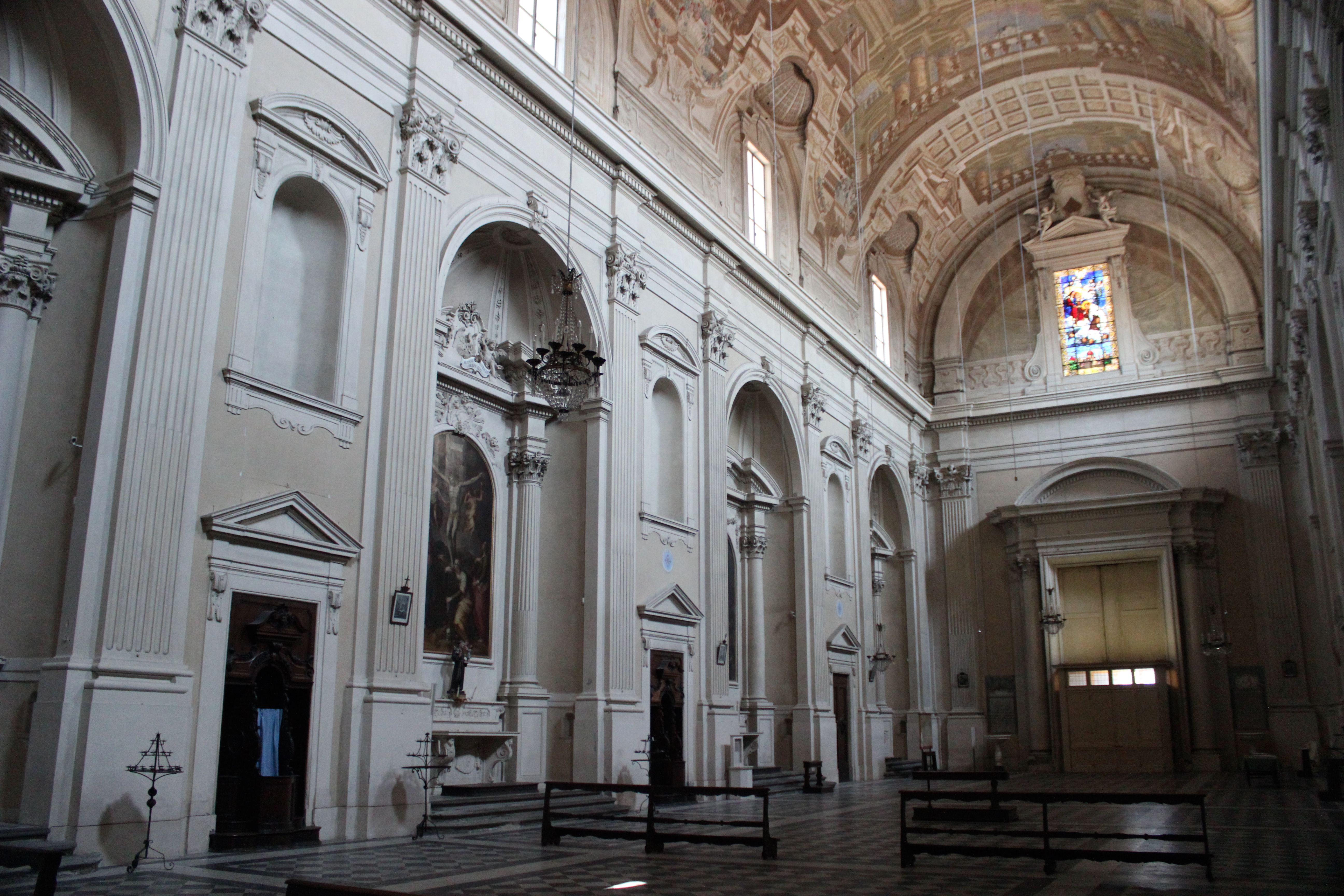
Декор нави біля входу
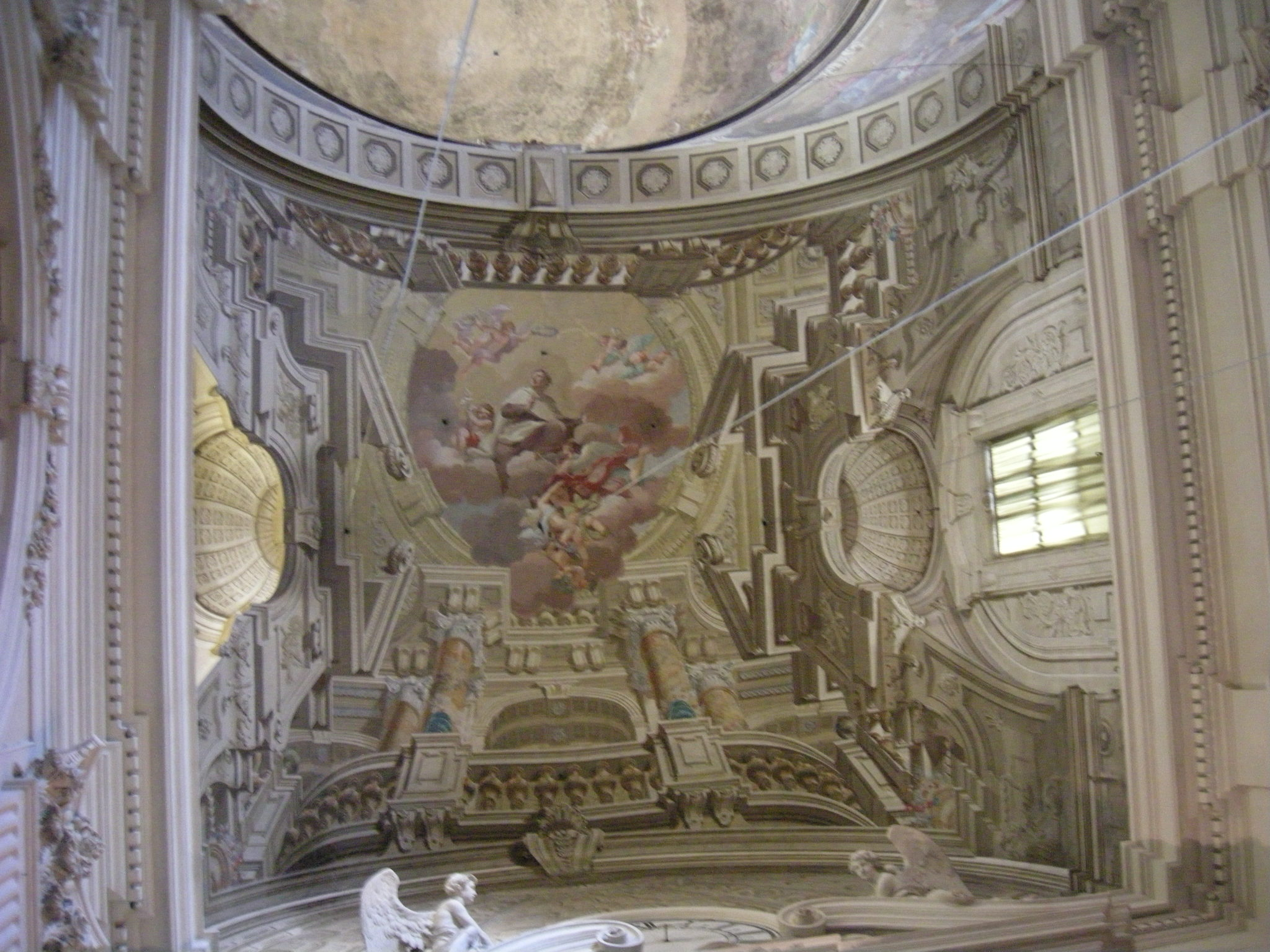
Фреска в склепінні трансепта, 18 ст.
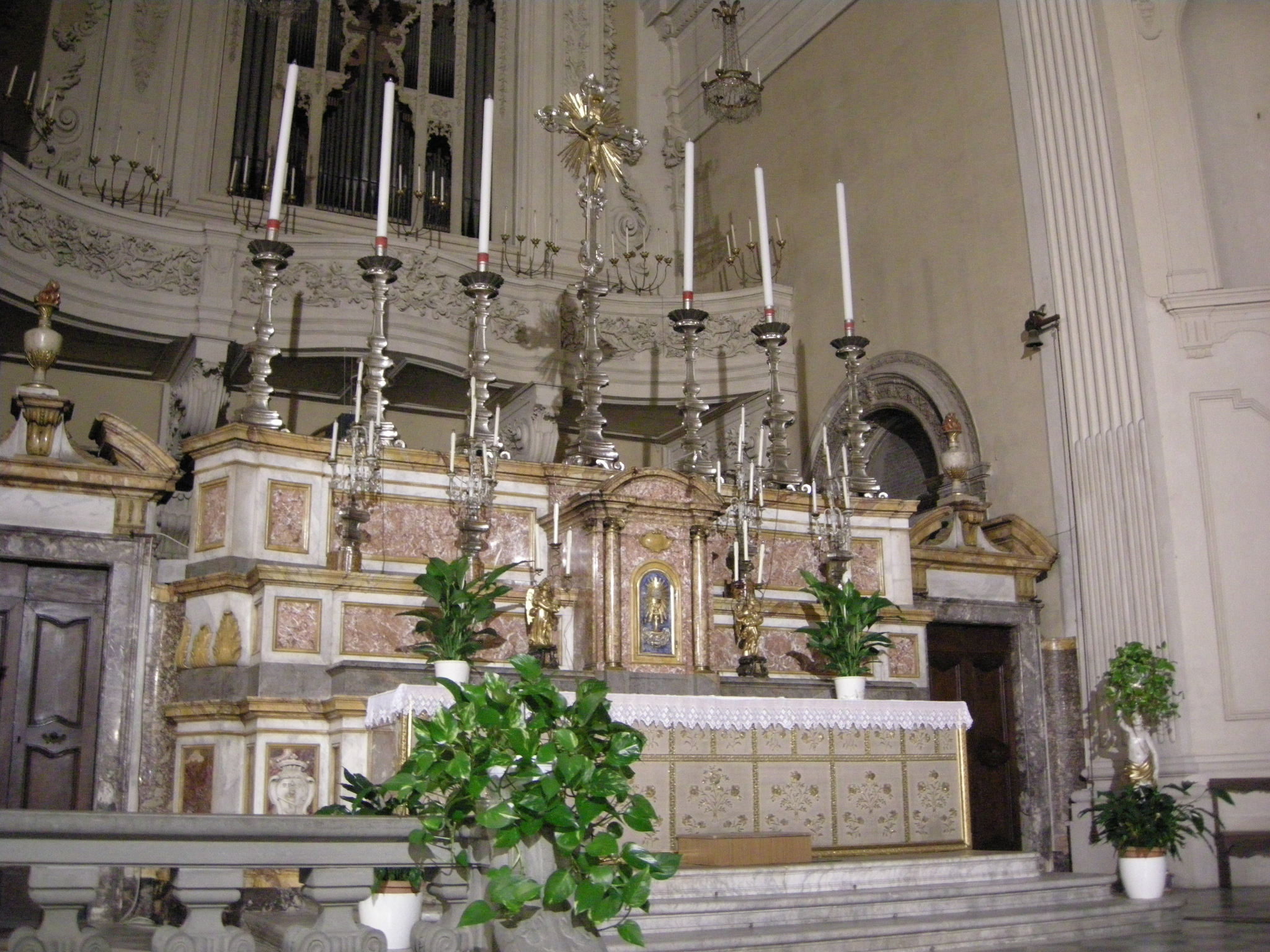
Вівтар церкви

## Каплиця Бранкаччі
Так сталося, що старовинна церква стала відігравати роль картинної галереї або музею ще в добу середньовіччя та відродження. Керівництво монастиря скористалось нагодою і залучало до створення ікон та фресок найкращих на той час художників, що працювали у Флоренції. Слід надати належне сміливості священиків та володарів каплиць, що надавали завдання як уславленим, так і молодим, мало відомим на той час митцям.
Надзвичайну мистецьку вартість в церкві має каплиця Бранкаччі, що щасливо уникла руйнації при пожежі 1771 року. Вона серед найстаріших каплиць церкви і розташована в кінці правого рукава трансепту. Над її декоруванням попрацювало декілька різних майстрів і в різні періоди. Тому комплекс створених тут фресок розпадається на окремі творчі акти, відповідні різним художнім пошукам. Серед митців, що попрацювали тут, Мазоліно да Панікале, Філіппо Ліппі тощо. Її архітектура своєрідна, каплиця вузька і завелика, була також перебудована при намаганні зберегти старовинні фрески.
Але каплиця набула значення хрестоматії через цикл фресок, що були створені молодим художником Мазаччо. Ідейна програма циклу житіє апостола Петра та гріхопадіння людства. Вплив на мистецьку практику художників Флоренції був надзвичайним. Так, Філіппіно Ліппі, котрому пощастило закінчувати стінописи в каплиці після уславлених попередників, зажадав стати художником після відвідин церкви Карміне та каплиці Бранкаччі замолоду. Молодий Мікеланджело неодноразово відвідував каплицю Бранкаччі і залишив цикл замальовок композицій і фігур, створених колись Мазаччо.
В каплиці на початку XXI ст. вивішена також старовинна ікона «Мадона дель Пополо».

## Каплиця родини Корсіні

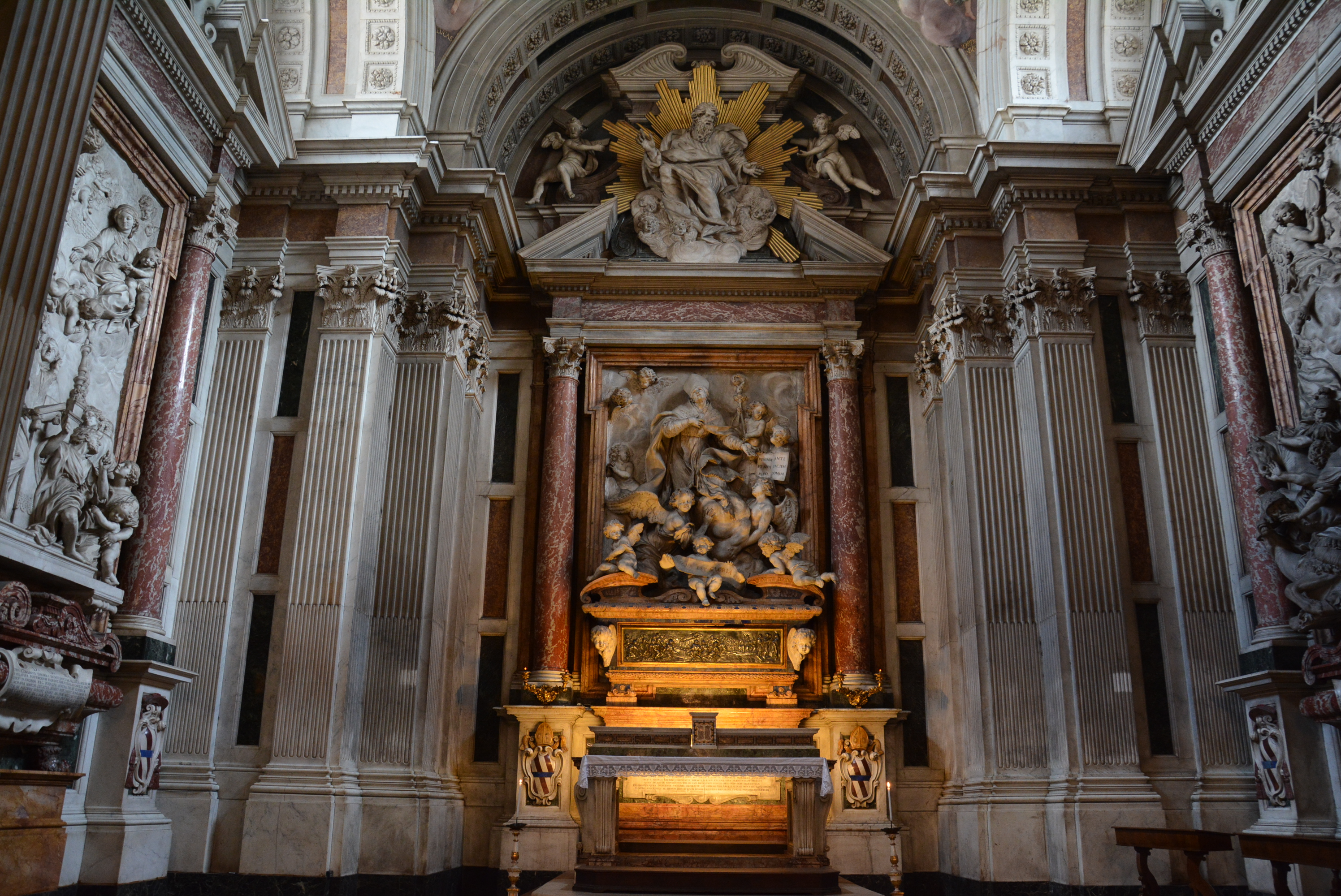
Церква Санта-Марія-дель-Карміне. Анамбль каплиці Корсіні, фото 2014

Контрастно по відношенню до каплиці Бранкаччі виглядає каплиця родини Корсіні. Вона розташована в лівому рукаві трансепта. Корсіні були заклопотані увічненням пам'яті представника родини Андреа Корсіні, єпископа Фьєзоле. канонізованого католицькою церквою 1629 року. Замову на створення каплиці отримав архітектор П'єр Франческо Сальвіні. Роботи тривали в 1675 р. Сальвіні звернувся до стилю бароко, що мав розквіт в папському Римі і важко приживався у Флоренції. Особливістю каплиці був скульптурний декор при повній відмові від живопису, що створило закінчений і цілісний ансамбль архітектури і декору.
Корсіні запросили створити фреску лише в куполі каплиці, де попрацював неаполітанський художник Лука Джордано.

## Вівтар або Велика каплиця

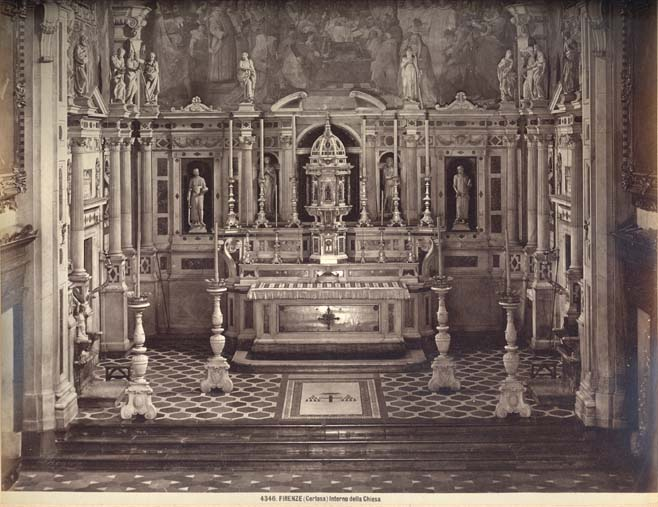
Головний вівтар церкви. Архівне фото